# Melanie Rohde
Melanie Rohde (* 17. Mai 1971 in Köln) ist eine deutsche Schauspielerin und Drehbuchautorin.

## Leben
Rohde studierte in Köln, Berlin, Lausanne und Paris Politikwissenschaften. 1998 schloss sie mit einem deutsch-französischen Diplom über Foucault ab. 
Während ihres Studiums spielte sie Theater (Jugendclub des Kölner Schauspielhauses) und arbeitete in verschiedenen Redaktionen (u. a. Die Zeit und Les Annales, beides Paris). 
Nach dem Abschluss wurde sie bei der Daily-Soap Marienhof (Das Erste) angenommen. Dort spielte sie vier Jahre lang die Rolle der Hannah van der Looh. Danach drehte sie einen Kurzfilm, wirkte an verschiedenen Berliner Theatern (Baracke, Ostermeier und Volksbühnen, Castorf etc.) und schrieb ein Theaterstück.
Als Stipendiatin der Drehbuchwerkstatt der HFF München entwickelte sie Die Killerin und der Selbstmörder. Rohde absolvierte 2004/2005 die Autorenschule Hamburg. 2006 schrieb sie das Drehbuch Autistic Disco, das im Sommer desselben Jahres von Hans Steinbichler verfilmt wurde. Außerdem schrieb sie mit am Drehbuch von Die Vermissten (2012).

## Filmografie (Auswahl)
- Marienhof (TV-Soap-Opera) (1999–2002)